# Drishti (film)
Pour plus de détails, voir Fiche technique et Distribution.
Drishti est un drame, en langue hindoue, réalisé en 1990, par Govind Nihalani. Le film met en vedette Dimple Kapadia, Shekhar Kapur, Irfan Khan et Mita Vashisht (en).
Il dépeint la vie conjugale d'un couple urbain, issu d'un milieu de classe supérieure, à Bombay, et suit leurs épreuves, leur infidélité, leur divorce et leur rencontre, après des années de séparation.
C'est le seul film dont la musique est dirigée par la chanteuse classique Kishori Amonkar, avec des paroles de Vasant Dev (en). En 1991, il remporte le Prix national du meilleur long métrage en hindi, lors de la 38e édition des National Film Awards (en) et est nommé 5e meilleur film indien (en) lors de la 55e édition du Prix de l'association des journalistes cinématographiques du Bengale, où Dimple Kapadia et Mita Vasisht sont nommés meilleure actrice et meilleure actrice dans un second rôle, dans la section hindi.

## Synopsis
Mariés depuis huit ans, Sandhya et Nikhil, un couple de Bombay, vivent avec leur fille Rashmi dans un milieu urbain et intellectuel. Issus de familles de classe moyenne, le couple a réussi à s'élever dans leur vie professionnelle grâce au mérite et au travail acharné : Sandhya est rédactrice dans une maison d'édition et Nikhil est un chercheur scientifique. Pour leur huitième anniversaire de mariage, un de leurs amis amène son neveu Rahul, qui est chanteur classique. Sandhya développe rapidement une attirance pour Rahul et, bien qu'elle aime son mari, s'engage dans une liaison avec lui, qui dure quelques mois. Son amie Prabha est la seule personne à qui Sandhya se confie et qu'elle informe de cette liaison. À ce moment, Sandhya découvre qu'elle est enceinte mais elle avorte. Environ un an plus tard, c'est Nikhil qui informe Sandhya de son intention de partir, étant tombé amoureux d'une femme (Vrinda) beaucoup plus jeune, son assistante de laboratoire. Sandhya est bouleversée par sa décision, et bien qu'elle le supplie de ne pas partir, ils finissent par se séparer. Quatre ans après le divorce, Nikhil se rend compte qu'il n'a jamais vraiment aimé Vrinda et veut reprendre la vie de Sandhya. Lorsqu'il retrouve enfin Sandhya après des années de séparation, voulant renouer leur liaison, dans un geste très franc, elle décide de lui avouer sa liaison avec Rahul.

## Fiche technique
Sauf indication contraire, les informations mentionnées dans cette section peuvent être confirmées par la base de données cinématographiques IMDb,  présente dans la section « Liens externes ».
- Titre : Drishti
- Réalisation : Govind Nihalani
- Scénario : Govind Nihalani - Shashi Deshpande
- Musique : Kishori Amonkar et Vasant Dev (en)
- Production : Udbhav Productions
- Langue : Hindi
- Genre : Drame
- Durée : 171 minutes (2 h 51)
- Dates de sorties en salles :
  -  Inde : 31 août 1990

## Distribution
- Dimple Kapadia : Sandhya
- Shekhar Kapur : Nikhil
- Mita Vashisht (en) : Prabha
- Irfan Khan : Rahul
- Vijay Kashyap (en) : Ramesh
- Neena Gupta : Revati
- Navneet Nishan (en) : Gita

## Récompenses
| Année | Prix                                                                     | Catégorie                                                                                        | Bénéficiaires      | Résultat | Réf   |
| ----- | ------------------------------------------------------------------------ | ------------------------------------------------------------------------------------------------ | ------------------ | -------- | ----- |
| 1991  | 38e édition des National Film Awards                                     | Prix national du meilleur long métrage en hindi                                                  | Govind Nihalani    | Lauréat  | [ 2 ] |
| 1991  | 55e Prix de l'association des journalistes cinématographiques du Bengale | 5e meilleur film                                                                                 | Drishti            | Lauréat  | [ 3 ] |
| 1991  | 55e Prix de l'association des journalistes cinématographiques du Bengale | Meilleure actrice de l'association des journalistes cinématographiques du Bengale                | Dimple Kapadia     | Lauréat  | [ 3 ] |
| 1991  | 55e Prix de l'association des journalistes cinématographiques du Bengale | Meilleure actrice dans un second de l'association des journalistes cinématographiques du Bengale | Mita Vashisht (en) | Lauréat  | [ 3 ] |